# Eptesicus andinus
Eptesicus andinus е вид бозайник от семейство Гладконоси прилепи (Vespertilionidae).

## Разпространение
Видът е разпространен във Венецуела, Еквадор, Колумбия и Перу.